# ريموند غريفيث
ريموند غريفيث (بالإنجليزية: Raymond Griffith)‏ هو منتج أفلام وممثل أمريكي، ولد في 23 يناير 1895 ببوسطن في الولايات المتحدة، وتوفي في 25 نوفمبر 1957 بلوس أنجلوس في الولايات المتحدة.

## أعمال

### أفلام
- (1934) بيت روتشيلد
- (1936) رقم خاص

## وصلات خارجية
- ريموند غريفيث على موقع IMDb (الإنجليزية)
- ريموند غريفيث على موقع قاعدة بيانات الفيلم (الإنجليزية)